# Pseudodiastylis
Pseudodiastylis är ett släkte av kräftdjur. Pseudodiastylis ingår i familjen Lampropidae.
Kladogram enligt Catalogue of Life:
| Pseudodiastylis | \| \| Pseudodiastylis benthedii \| \| \| \| \| \| Pseudodiastylis delamarei \| \| \| \| \| \| Pseudodiastylis ferox \| \| \| \| |
|                 | \| \| Pseudodiastylis benthedii \| \| \| \| \| \| Pseudodiastylis delamarei \| \| \| \| \| \| Pseudodiastylis ferox \| \| \| \| |
|                 | Archaeocuma |
|                 | |
|                 | Bathylamprops |
|                 | |
|                 | Chalarostylis |
|                 | |
|                 | Dasylamprops |
|                 | |
|                 | Hemilamprops |
|                 | |
|                 | Lamprops |
|                 | |
|                 | Mesolamprops |
|                 | |
|                 | Murilamprops |
|                 | |
|                 | Paralamprops |
|                 | |
|                 | Platysympus |
|                 | |
|                 | Platytyphlops |
|                 | |
|                 | Pseudolamprops |
|                 | |
|                 | Stenotyphlops |
|                 | |
|                 | Typolamprops |
|                 | |
|                 | Pseudodiastylis benthedii |
|                 | |
|                 | Pseudodiastylis delamarei |
|                 | |
|                 | Pseudodiastylis ferox |
|                 | |

|  | Pseudodiastylis benthedii |
|  |                           |
|  | Pseudodiastylis delamarei |
|  |                           |
|  | Pseudodiastylis ferox     |
|  |                           |